# اس‌اس دویچلند (۱۹۲۳)
اس‌اس دویچلند (۱۹۲۳) (به انگلیسی: SS Deutschland (1923)) یک کشتی بود که طول آن 196.6 m overall بود. این کشتی در سال ۱۹۲۳ ساخته شد.